# Ludvig Hammar
Carl Gustaf Ludvig Hammar, född 29 augusti 1839 i Nyköping, död 17 september 1922 i Strängnäs, var en svensk ingenjör. 
Hammar blev elev vid Teknologiska institutet 1855 och avlade avgångsexamen 1858. Han blev extra ordinarie telegrafassistent samma år, var ingenjör vid Gustavsbergs porslinsfabrik 1859–1872, föreståndare för Malmö porslinsfabrik 1873–1875, stadsingenjör och stadsarkitekt samt föreståndare för gas- och vattenverken i Kristianstad 1876–1898. Han var ägare av godset Svarthäll i Västmanland och bebodde en egen gård i Strängnäs från 1904. Hammar är begraven på Gamla kyrkogården i Strängnäs.